# Gitta Escher
Gitta Escher, po mężu Sommer i Wagenknecht (ur. 18 marca 1957 w Nordhausen) – niemiecka gimnastyczka sportowa reprezentująca NRD. Brązowa medalistka olimpijska w wieloboju drużynowym z Montrealu (1976), medalistka mistrzostw NRD.
Po zakończeniu kariery sportowej została trenerką gimnastyki i choroegrafem w jej klubie SV Halle. Ma dwoje dzieci.

## Osiągnięcia
| Rok                   | Zawody                | Konkurencja           | Konkurencja           | Konkurencja           | Konkurencja           | Konkurencja           | Konkurencja           |
| Rok                   | Zawody                | VT                    | UB                    | BB                    | FX                    | AA                    | Team                  |
| Zawody międzynarodowe | Zawody międzynarodowe | Zawody międzynarodowe | Zawody międzynarodowe | Zawody międzynarodowe | Zawody międzynarodowe | Zawody międzynarodowe | Zawody międzynarodowe |
| --------------------- | --------------------- | --------------------- | --------------------- | --------------------- | --------------------- | --------------------- | --------------------- |
| 1976                  | Igrzyska olimpijskie  | 5                     | 10T QR                | 6                     | 6                     | 6                     | 3                     |